# حرشونة
الحُرْشُونَة جنس أسماك بحرية بيوضة من فصيلة الغادسيات. أعطانها جميع بحار البلاد المعتدلة الحرارة، بما فيها البحر الأبيض المتوسط. أجسام أنواعه سنانية الشكل متوسطة القد. زعانفها الظهرية والشرجية مستطيلة. زعانفها الحوضية وداجية الارتكاز خيطية الشكل مستطيلة. عذباتها فكية الارتكاز متفاوتة الجرم والعدد الذي يراوح من واحد إلى ستة وذلك حسب النوع. أثوابها تختلف مع الأنواع وتراوح من الربدة الفاتحة إلى الطحلة الرصاصية يعلوها مواج أمغر. من أشهر أنواعها: حرشونة المتوسط.